# Деннис, Рой Ли
Рой Ли Деннис (прозвище — Рокки, англ. Roy Lee «Rocky» Dennis, 4 декабря 1961, Глендора, Калифорния, США — 4 октября 1978, там же) — американский подросток, страдавший от редкого заболевания — фиброзной дисплазии костей, изуродовавшей его лицо.

## Биография
Рой Ли Деннис родился 4 декабря 1961 года в Калифорнии. Уже с раннего детства он испытывал проблемы со здоровьем. Дисплазия была диагностирована у него в возрасте четырёх лет. 
Из-за болезни, которая изуродовала его лицо, увеличив почти вдвое, он и получил прозвище Рокки (от англ. «rock» — «скала»). Мальчик испытывал трудности как в общении со сверстниками, которые издевались над ним, так и в обучении — из-за проблем со зрением и слухом. Тем не менее, Рокки добивался определённых успехов в учёбе.
Мальчик дожил до 16 лет, и скончался 4 октября 1978 года. Его тело было передано для исследований в Медицинский центр имени Рональда Рейгана.

## Семья
Приёмный отец – Рой Деннис.
Мать – Флоренс Туллис (1936–2006). Попала в аварию на мотоцикле и получила тяжёлые травмы, в результате которых в её организм проникла инфекция. Скончалась в больнице 11 ноября 2006 года.
Старший брат – Джошуа Мэйсон (1955–1987), умер от СПИДа в возрасте 32 лет.
Сестра – Аманда Бэлинджер. Проживает в штате Иллинойс.

## Отражение в культуре
История Рокки Денниса легла в основу фильма «Маска». Роль Рокки исполнил Эрик Штольц, а его мать сыграла известная американская певица и актриса Шер. Фильм оказался успешным (его рейтинг на сайте Rotten Tomatoes — 93%) и собрал $48,230,162 в мировом прокате.